# Avenue Brunetière
L'avenue Brunetière est une voie située dans le quartier de la Plaine-de-Monceaux du 17e arrondissement de Paris, en France.

## Situation et accès
L'avenue Brunetière est desservie par la ligne 3 aux stations Porte de Champerret et Pereire.

## Origine du nom

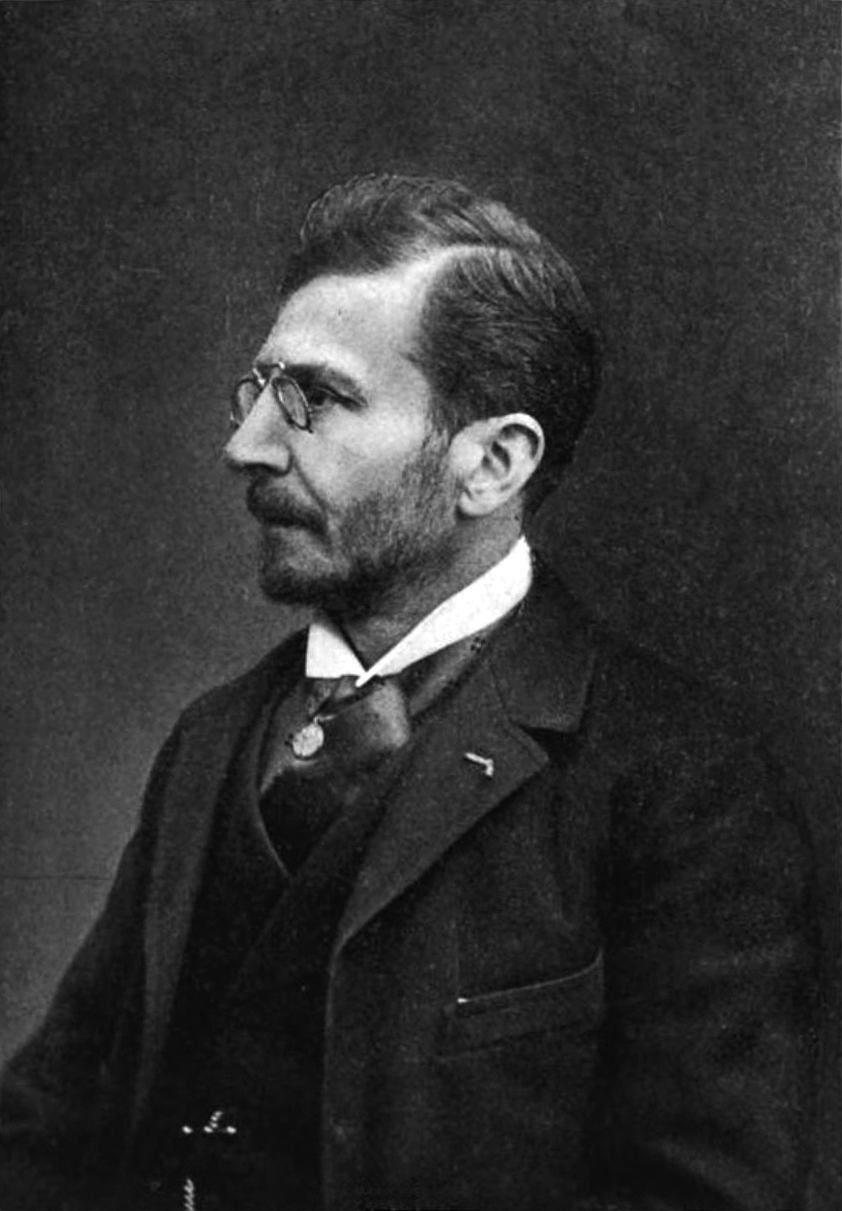
Ferdinand Brunetière.

Elle porte le nom de Ferdinand Brunetière (1849-1906), historien de la littérature et critique littéraire français.

## Historique
L'avenue est ouverte en 1932 et prend sa dénomination actuelle par arrêté du 3 juin de la même année. 
En 1933, sa portion occidentale est renommée « avenue Émile-Massard ».

## Bâtiments remarquables et lieux de mémoire
La partie paire de l'avenue, côté occidentale, jouxte le Jardin André-Ulmann.